# 1221 dans les croisades
Cette page regroupe les évènements concernant les Croisades qui sont survenus en 1221 :
- 25 janvier : Isabelle, reine d'Arménie, épouse Philippe d'Antioche[1].
- février : Abandon du siège de Castelnaudary par Amaury VI de Montfort[2].
- 25 mars : Robert de Courtenay est sacré empereur latin de Constantinople[3].
- 19 juillet : À la tête de la cinquième croisade, le légat Pélage décide, contre l'avis de Jean de Brienne, de marcher sur Mansourah[4].
- 24 juillet : Les croisés de la cinquième croisade assiègent Mansourah[4].
- 30 août : la cinquième croisade doit capituler à Baramoun, en Égypte[3].
- 8 septembre : Les croisés de la cinquième croisade quittent l'Égypte[5].